# 佩雷斯山
佩雷斯山（英語：Mount Perez）是南極洲的山峰，位於奧次地，處於霍恩布倫德海崖西南面11公里的蘇沃羅夫冰川上游南岸，屬於威爾遜山的一部分，海拔高度1,610米，現時由南極條約體系管理。